# SN 2003ao
SN 2003ao – supernowa typu II-P odkryta 10 lutego 2003 roku w galaktyce NGC 2993. W momencie odkrycia miała maksymalną jasność 17,30m.